# Kimberly Popp
Kimberly „Kim“ Popp (* 6. Juli 1986 in Santa Monica, Kalifornien) ist eine US-amerikanische Sportwissenschaftlerin, Wasserspringerin und Beachhandballspielerin, die auf der Position der Verteidigerin Nationalspielerin ihres Landes ist.

## Ausbildung und Karriere
Kimberly Popp besuchte die Palos Verdes Peninsula High School und studierte anschließend an der University of Southern California (USC). Sie schloss das Studium 2009 mit einem Bachelor-of-Science-Abschluss in Maschinenbau im Haupt-, im Nebenfach in Bewegungswissenschaft ab. Am University College Dublin folgte von 2017 bis 2019 ein Graduiertenstudium in der Fachrichtung Trainingswissenschaften, das sie als Master of Science beendete.  Schon während ihres Studiums war sie von 2005 bis 2008 als Research Assistant am Biomechanischen Labor der USC tätig, 2010 noch einmal mehrere Monate für das Unternehmen Nike. Davor und danach war sie in verschiedenen Feldern der Sporttechnologie und Sportwissenschaft tätig, darunter für Adidas, Red Bull und das United States Olympic Committee. 2018 und 2019 war sie als Head of Sports Analytics an der Aspire Academy in Doha angestellt, in der zweiten Jahreshälfte 2019 war sie Lehrbeauftragte an der USC. Seit 2020 ist sie als Director of Sport Science & Performance Analysis für BreakAway, ein Unternehmen zur Erfassung sportlicher Daten, tätig.

## Sportlicher Werdegang

### Wasserspringen
An der USC war Popp Mitglied des Wassersprung-Teams, dem Varsity Diving Team, und brachte es bis zu deren Kapitän. Sie nahm an Meisterschaften der National Collegiate Athletic Association teil und einmal auch an den US-Meisterschaften. Popp wurde als All-American in der Disziplin Turmspringen ausgezeichnet.
Bei den Olympischen Sommerspielen 2008 in Peking war Popp bei den Wettbewerben im Turmspringen in der Datenerfassung und -verarbeitung tätig. Von 2005 bis 2010 und erneut von 2014 bis 2017 war sie als Trainerin beim Trojan Dive Club in Los Angeles tätig.

### Beachhandball
Kimberly Popp gehört seit 2019 zum Kader der US-Nationalmannschaft im Beachhandball und wechselte damit wie der Großteil ihrer Mannschaftskameradinnen von anderen Sportarten zum Beachhandball. Hier spielt sie in der zentralen Verteidigung, alternativ als Specialist. Obwohl sie mehrfach im erweiterten Kader für verschiedene Turniere stand, dauerte es bis zum bislang wichtigsten Turnier der Mannschaft, den World Games vor heimischer Kulisse in Birmingham (Alabama), dass Popp erstmals für ein Turnier in den Kader berufen wurde. Sie ersetzte dabei im Vergleich zu den Weltmeisterschaften 2022 in Iraklio auf Kreta gut zwei Wochen zuvor Melissa Browne und war damit die einzige neue Spielerin im Kader. Wie die übrigen Turniere zuvor in diesem Jahr wurde auch dieses Turnier noch von der COVID-19-Pandemie überschattet, von den acht qualifizierten Teams konnten Dänemark und Vietnam nicht antreten. Durch Siege über Australien und Mexiko konnten sich die Spielerinnen der Vereinigten Staaten in der Jeder-gegen-Jeden-Vorrunde als Tabellenvierte für das Halbfinale qualifizieren. Dort erwiesen sich aber die amtierenden Weltmeisterinnen aus Deutschland ebenso als zu stark wie die Mannschaft Argentiniens im Spiel um die Bronzemedaille.
Auf Vereinsebene spielt Popp für den RIP Beach Handball Club. Mit der Mannschaft war sie 2017 Zweite bei den renommierten So. Cal Beach Handball Championships, 2019 gewann sie das Turnier. Unter dem Namen Liberty Bells war die Nationalmannschaft der USA 2019 in Form einer Vereinsmannschaft auch in Europa unterwegs und wurde etwa beim Karacho Beach Cup in Münster in Deutschland 15. sowie in Paros Dritte.

## Belege und Anmerkungen
1. ↑  Jordan Moore: Trojans in Business: Kimberly Popp. Abgerufen am 27. Januar 2023 (englisch).
2. ↑  LinkedIn-Profil (englisch)
3. ↑  Trojan Diving Invite - Meet Results - Swimming World. Abgerufen am 27. Januar 2023.
4. ↑  Kimberly Popp. Abgerufen am 27. Januar 2023 (englisch).
5. ↑  IHF | Debutants USA storm into last four on home sand in Birmingham. Abgerufen am 12. August 2022.
6. ↑  Steve Irvine | 07.16.22: U.S. Beach Handball teams fail to medal but make progress in World… Abgerufen am 12. August 2022 (amerikanisches Englisch).
7. ↑  Stockfotos, Editorial und Creative Bilder | Bildagentur IMAGO, Stockfotos, Editorial und Creative Bilder | Bildagentur IMAGO: Karacho Beach Cup Fotos | IMAGO. Abgerufen am 1. Februar 2023.

| Personendaten    | Personendaten                                                                        |
| ---------------- | ------------------------------------------------------------------------------------ |
| NAME             | Popp, Kimberly                                                                       |
| ALTERNATIVNAMEN  | Popp, Kim                                                                            |
| KURZBESCHREIBUNG | US-amerikanische Sportwissenschaftlerin, Wasserspringerin und Beachhandballspielerin |
| GEBURTSDATUM     | 6. Juli 1986                                                                         |
| GEBURTSORT       | Santa Monica, Kalifornien                                                            |